# Mesopodopsis aegyptica
Mesopodopsis aegyptica är en kräftdjursart som beskrevs av H. Wittmann 1992. Mesopodopsis aegyptica ingår i släktet Mesopodopsis och familjen Mysidae. Inga underarter finns listade i Catalogue of Life.